# Invaze z Aldebaranu
Invaze z Aldebaranu (polsky Invazja z Aldebarana) je povídkový soubor polského klasika sci-fi žánru spisovatele Stanisława Lema z roku 1959.
Kniha dostala název podle stejnojmenné ústřední povídky, která zde jako jediná humorně satiricko-parodickou formou pojednává o údajném nevydařeném pokusu fiktivních mimozemšťanů ze systému Aldebaranu o násilnou kolonizaci Země.
V češtině byla vydána v roce 1961 v nakladatelství Mladá fronta v překladu Jaroslava Simonidese, obsahuje také kromě jiného tři povídky (Test, Patrola a Albatros) o pilotu Pirxovi, což byl jeden z oblíbených fiktivních hrdinů z několika Lemových knih.
Povídky Vpád, Přítel, Krysa v labyrintu, Invaze z Aldebaranu, Noc a plíseň, Kladivo lze nalézt i v dalším sborníku vydaném v roce 2010 nakladatelstvím Plus s obdobným názvem Invaze.

## Obsah knihy
- Vpád – (polsky Inwazja), popis povídky zde
- Přítel – (polsky Przyjaciel), popis povídky zde
- Test – (polsky Test), popis povídky zde
- Patrola – (polsky Patrol), popis povídky zde
- Albatros – (polsky Albatros), popis povídky zde
- Krysa v labyrintu – (polsky Szczur v labyrincie), popis povídky zde
- Invaze z Aldebaranu – (polsky Inwazja z Aldebarana), popis povídky zde
- Noc a plíseň – (polsky Ciemność i pleśń), popis povídky zde
- Kladivo – (polsky Młot), popis povídky zde